# 立憲民主党代表選挙
立憲民主党代表選挙（りっけんみんしゅとうだいひょうせんきょ）は、日本の政党である立憲民主党の代表を選出する選挙。

## 概説
選挙の詳細ルールは同党の内規である「代表選挙規則」に定められている。立憲民主党代表選挙に立候補ができるのは立憲民主党所属の国会議員であり尚且つ20人以上25人以下の推薦人を集めなければいけない。
2021年の選挙は郵便投票とインターネット投票の方法により行われた。有権者は同党所属の国会議員公認候補予定者、地方自治体議員および党員・協力党員であった。

## 選挙方式
代表選挙は、有権者による候補者への投票により行う。有効投票総数に基づく過半数のポイントを獲得した候補者を当選者とする。代表候補者が三人以上かつ、有効投票総数に基づく過半数のポイントを獲得した候補者がいない場合、上位二名による決選投票が行われる。

### 第一回投票
地方自治体議員と党員・協力党員には、国会議員の総数の2倍の数と公認候補予定者の総数の和の数を2で割ったもの（小数点以下切り上げ）が全体のポイントとしてそれぞれに割り当てられる。したがって、国会議員・公認候補予定者票と地方自治体議員票、党員・協力党員票はそれぞれ2:1:1の比率となる。

#### 国会議員・国政選挙公認候補予定者票
- 国会議員票は、得票数の2倍のポイントを候補者に配分[1]。
- 公認候補予定者票は、得票数と同数のポイントを候補者に配分[1]。

#### 地方自治体議員票
- 国会議員の総数の2倍の数と、公認候補予定者の総数の和の数の2分の1（小数点以下切り上げ）を地方自治体議員に割り当てられるポイントとする[1]。
- ポイントは得票数に応じて各候補者にドント式で配分[1]。

#### 党員・協力党員票
- 有権者となる党員・協力党員は、任期満了選挙の場合は任期満了日の3か月前に登録されている者、任期途中の代表選挙の場合は選挙日程が両院議員総会で承認された日の2か月前に登録されている者[1]。
- 国会議員の総数の2倍の数と、公認候補予定者の総数の和の数の2分の1（小数点以下切り上げ）を党員・協力党員に割り当てられるポイントとする[1]。
- ポイントは得票数に応じて各候補者にドント式で配分[1]。

### 決選投票
- 代表候補者が三人以上かつ、有効投票総数に基づく過半数のポイントを獲得した候補者がいない場合に決選投票が行われる[1]。
- 国会議員、公認候補予定者、県連代議員各１人による投票[1]。
- 国会議員票は2ポイント、公認候補予定者票及び県連代議員票は1ポイントで加算[1]。

## 立憲民主党代表選挙の選挙結果
太字は代表に選出された人物。
| 投票日             | 投票日             | 投票結果           | 投票結果           | 投票結果           | 投票結果           | 選出方法 | 詳細               |
| 新党代表・党名選挙 | 新党代表・党名選挙 | 新党代表・党名選挙 | 新党代表・党名選挙 | 新党代表・党名選挙 | 新党代表・党名選挙 | 新党代表・党名選挙                                                                                                   | 新党代表・党名選挙 |
| ------------------ | ------------------ | ------------------ | ------------------ | ------------------ | ------------------ | --- | ------------------ |
| 2020年9月10日      | 2020年9月10日      | 枝野幸男           | 泉健太             |                    |                    | 入党国会議員による投票 註:泉健太は政務調査会長に就任。                                                               | 詳細               |
| 2020年9月10日      | 2020年9月10日      | 107                | 42                 |                    |                    | 入党国会議員による投票 註:泉健太は政務調査会長に就任。                                                               | 詳細               |
| 立憲民主党代表選挙 |                    |                    |                    |                    |                    | |                    |
| 2021年11月30日     | 一                 | 泉健太             | 逢坂誠二           | 小川淳也           | 西村智奈美         | 立憲民主党代表選挙規則に基づく投票 註:逢坂誠二は代表代行に就任 小川淳也は政務調査会長に就任 西村智奈美は幹事長に就任 | 詳細               |
| 2021年11月30日     | 一                 | 189                | 148                | 133                | 102                | 立憲民主党代表選挙規則に基づく投票 註:逢坂誠二は代表代行に就任 小川淳也は政務調査会長に就任 西村智奈美は幹事長に就任 | 詳細               |
| 2021年11月30日     | 決                 | 泉健太             | 逢坂誠二           |                    |                    | 立憲民主党代表選挙規則に基づく投票 註:逢坂誠二は代表代行に就任 小川淳也は政務調査会長に就任 西村智奈美は幹事長に就任 | 詳細               |
| 2021年11月30日     | 決                 | 203                | 128                |                    |                    | 立憲民主党代表選挙規則に基づく投票 註:逢坂誠二は代表代行に就任 小川淳也は政務調査会長に就任 西村智奈美は幹事長に就任 | 詳細               |
| 2024年9月23日      | 一                 | 野田佳彦           | 枝野幸男           | 泉健太             | 吉田晴美           | 立憲民主党代表選挙規則に基づく投票                                                                                   | 詳細               |
| 2024年9月23日      | 一                 | 267                | 206                | 143                | 122                | 立憲民主党代表選挙規則に基づく投票                                                                                   | 詳細               |
| 2024年9月23日      | 決                 | 野田佳彦           | 枝野幸男           |                    |                    | 立憲民主党代表選挙規則に基づく投票                                                                                   | 詳細               |
| 2024年9月23日      | 決                 | 232                | 180                |                    |                    | 立憲民主党代表選挙規則に基づく投票                                                                                   | 詳細               |